# Carl Tomaselli der Ältere
Carl Tomaselli der Ältere (* 7. Oktober 1809 in Wien; † 8. Februar 1887 in Salzburg) war der Begründer des Café Tomaselli.

## Leben
Tomaselli war der Sohn des Hofopernsänger Giuseppe Tomaselli und dessen zweiter Ehefrau Antonia Honikel. Die Schauspieler Franz, Ignaz und Katharina waren seine Geschwister.
Durch die Mitgift seiner Mutter kam ein Café in die Familie. Tomaselli machte eine Ausbildung zum Zuckerbäcker und übernahm dieses Geschäft später. Mit Wirkung vom 12. März 1852 erwarb er von Josefa Staiger das Staigersche Kaffeehaus am Alten Markt; die Kaufsumme betrug 36.000 Gulden.
Tomaselli heiratete Mathilde Fuchs (1814–1887) und hatte mit ihr einen Sohn; Carl. Dieser führte später das Café Tomaselli weiter.

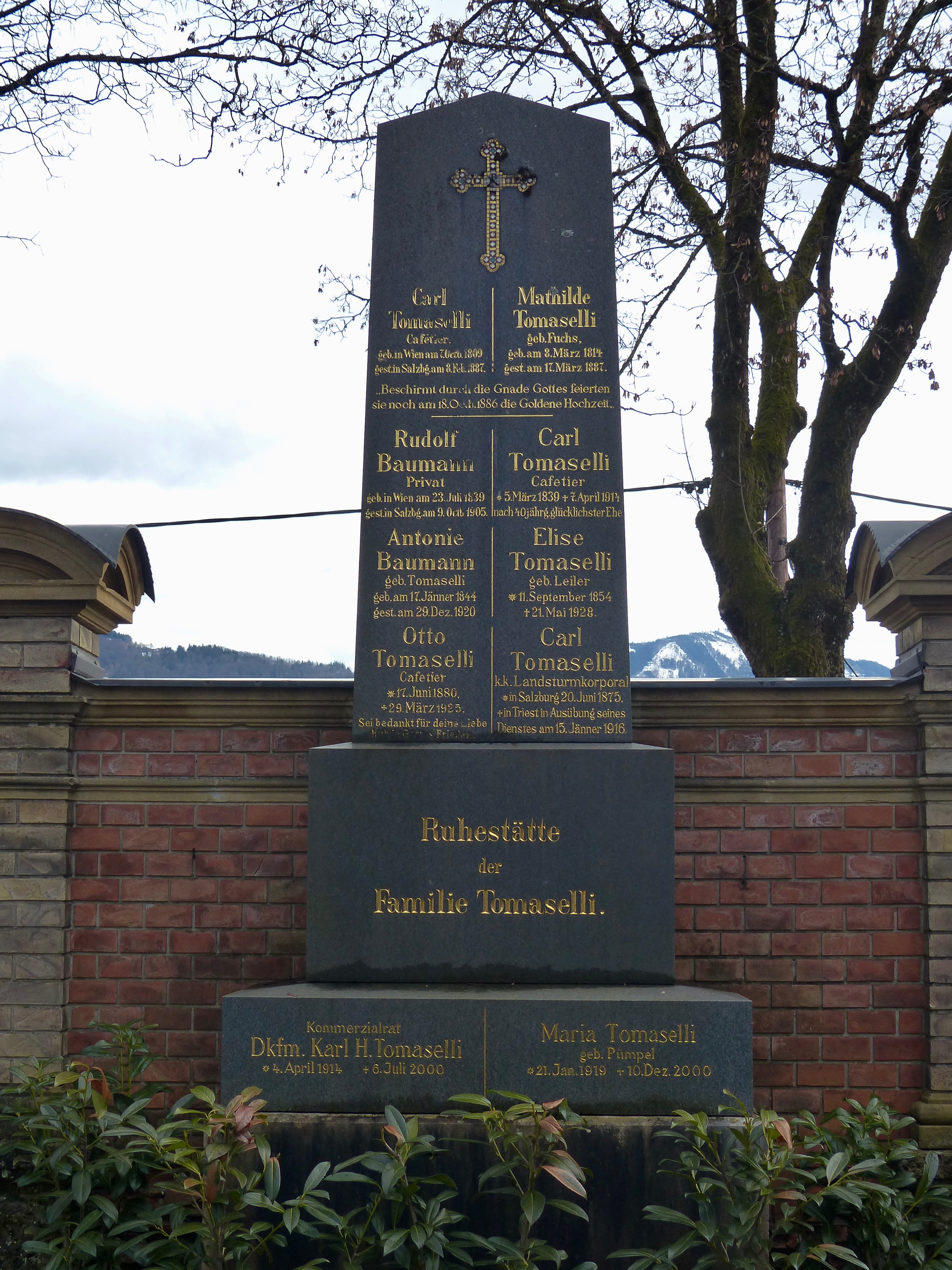
Grabmal der Familie Tomaselli am Salzburger Kommunalfriedhof

Mit über 77 Jahren starb Tomaselli am 8. Februar 1887 in Salzburg und fand seine letzte Ruhestätte (zusammen mit seiner Ehefrau) auf dem Salzburger Kommunalfriedhof.